# Canale del sodio
Il canale del sodio, o, specificando meglio, i vari tipi di canali del sodio, sono proteine integrali di membrana da cui sono formati i canali ionici che conducono i cationi del sodio (Na+) attraverso la membrana cellulare. Vengono classificati in base all'innesco (trigger) che apre il canale per questi ioni, ad es. sia un cambiamento della tensione elettrica (canali del sodio regolati dalla tensione elettrica) oppure dal legame di una sostanza (un ligando) al canale (canali del sodio regolati da ligandi).
In cellule eccitabili come i neuroni, le fibre muscolari, e certi tipi di cellule della glia, i canali del sodio sono responsabili per la fase ascendente del potenziale d'azione.

## Canale del sodio regolato dalla tensione elettrica

### Struttura

Diagramma di un canale del sodio sensibile alla tensione elettrica sub-unità-alfa;-sub-unità G - glicosilazione, P - fosforilazione, S - selettività ionica, I - inattivazione, le cariche positive (+) nella S4 sono importanti per la sensibilità trans-membranaria alla tensione elettrica.

I canali del sodio sono costituiti da una grossa sub-unità α che si associa ad altre proteine, come le sub-unità β. Una α-subunità forma il cuore del canale e funziona per se stessa. Quando la proteina della sub unità α viene espressa da una cellula, riesce a formare canali che conducono il Na+ in una modalità regolata dalla tensione elettrica (voltage-gated way), anche se le sub-unità β o altre proteine modulatrici note non vengono espresse. Quando proteine accessorie si assemblano con sub-unità α, il complesso risultante può mostrare una alterata dipendenza dalla tensione elettrica oppure localizzarsi in parti diverse della cellula.
La sub-unità-α ha quattro domini ripetuti, etichettati I, II, III, IV, e ognuno contiene sei regioni trans-membranarie, etichettate da S1 a S6. La regione altamente conservata S4 agisce come sensore di tensione elettrica del canale. La sensibilità alla tensione elettrica di questo canale è dovuta ad aminoacidi positivi che si trovano in ogni terza posizione. Quando vengono stimolati da un cambiamento nel tensione elettrica trans-membranaria, questa regione si muove verso il lato extracellulare della membrana cellulare, facendo che il canale diventi permeabile agli ioni. Gli ioni vengono trasportati passivamente attraverso un poro, che può rompersi in due regioni. La porzione più esterna (più extracellulare) del poro è formata dalle "P-loops" (la regione tra S5 e S6) dei quattro domini. Questa regione e la parte più stretta del poro ed è responsabile della sua selettività agli ioni. La porzione più interna del poro (più citoplasmatica) è formata dalle regioni S5 e S6 combinate dei quattro domini. La regione che unisce i domini III e IV è importante per il funzionamento del canale. Questa regione scollega il canale dopo attivazione prolungata, inattivandolo.

### Regolazione del canale
I canali del sodio regolati dalla tensione (voltage-gated) hanno tre tipi di stati: disattivato (chiusi), attivato (attivo), e inattivo (chiuso). Si pensa che i canali nello stato disattivato siano bloccati nel loro lato intracellulare da una "porta di attivazione", che viene rimossa in risposta allo stimolo che apre il canale. Si pensa che la capacità per inattivare sia dovuta ad una "spina rimorchiata" (formata dai domini III e IV della sub-unità alfa), nota come "porta di inattivazione", che blocca l'interno del canale poco dopo la sua attivazione.
Quando vi giunge un Potenziale d'azione, il canale rimane inattivato per un paio di millisecondi dopo la depolarizzazione. Tale fase di inattivazione si conclude quando il potenziale di membrana della cellula si ripolarizza seguendo la fase discendente del potenziale d'azione stesso. Ciò permette ai canali di poter essere riattivati ancora durante il successivo potenziale d'azione. Disagi genetici possono alterare il canale Na+, causando rigidità muscolare o attacchi epilettici a causa di un ingresso eccessivo di Sodio nella cellula, portando il muscolo o la cellula nervosa ad una eccitazione continua.
Il comportamento di questo canale può essere modellato con uno schema di Markov o con il Modello di Hodgkin-Huxley. Nel primo modello ogni canale occupa uno stato distinto, con proprie equazioni differenziali che ne descrivono le transizioni tra uno stato e l'altro; nel secondo i canali sono considerabili come una popolazione affetta da tre variabili di regolazione indipendenti, ognuna delle quali può assumere un valore compreso tra 1 (permeabilità totale agli ioni) e 0 (totale impermeabilità). Il prodotto di queste variabili rappresenta la percentuale di conduzione dei canali. Il modello Hodgkin-Huxley è rappresentabile con l'equivalente schema Markoviano.

### Impermeabilità ad altri ioni
L'ingresso del canale Sodio contiene un filtro selettivo formato da un insieme di residui amminoacidici con carica negativa, capaci di attirare i cationi Na+ e tenere fuori gli anioni. Gli ioni positivi riescono a passare attraverso un ingresso con larghezza approssimativa di 0.3 - 0.5 nm, permettendo il passaggio di un solo ione Sodio associato ad una molecola di acqua. I cationi potassio, con raggio ionico maggiore, non riescono a passare attraverso quest'apertura. Il filtro, inoltre, non permette il passaggio di altri ioni (anche di dimensioni accettabili) a causa della scarsa interazione che avrebbero con l'amminoacido glutammato.

### Sub-unità
Di norma, i canali Sodio consistono in una sub-unità alfa che dà forma al canale di conduzione ionica e una o due sub-unità di tipo beta che hanno svariate funzioni, inclusa la modulazione dell'ingresso al canale.
 Comunque la sola presenza della sub-unità alfa permette il corretto funzionamento del canale.

#### Sub-unità alfa
La famiglia dei canali Sodio è composta da nove membri, tutti caratterizzati da una presenza di amminoacidi per oltre la metà della loro composizione transmembranale e extracellulare. Una nomenclatura standard, di uso corrente, è la IUPHAR.
Le proteine che compongono questi canali vengono numerate da Nav1.1 a Nav1.9. I nomi dei geni, invece, vanno da SCN1A a SCN11A.

#### Sub-unità beta
Le Sub-unità Beta del Canale di Sodio sono proteine transmembranali di tipo 1, con estremità N extracellulare e estremità C citoplasmatica. Come membro della famiglia Ig, queste sub-unità contengono un rientro a "V" nel dominio extracellulare. Internamente, queste sub-unità non assomigliano alle loro omologhe nei canali del calcio e nei canali del potassio. Vi è però omologia con le cellule neurali ad adesione molecolare (CAM) e in particolare con la famiglia allargata delle L1 CAM. Esistono quattro diverse sub-unità Beta: SCN1B, SCN2B, SCN3B, SCN4B (numerate in ordine di scoperta). Le Beta 1 e Beta 3 interagiscono con le sub-unità Alfa con legami non covalenti, mentre le Beta 2 e Beta 4 vi si legano mediante legame disolfuro.

## Canali attivati da ligando
Sono canali sodio attivati dal legame con una molecola chiamata ligando, invece che da una differenza di potenziale nella membrana.
Sono tipici nelle giunzioni neuromuscolari, come nei recettori nicotinici, dove il ligando è l'acetilcolina. Molti canali di questo tipo lasciano passare anche discrete quantità di ione potassio.

## Ruolo nel potenziale d'azione
I canali sodio regolati dalla differenza di potenziale svolgono un ruolo fondamentale nel trasferimento del potenziale d'azione. Se abbastanza canali sono aperti quando il potenziale di membrana aumenta, un piccolo ma discreto numero di ioni Na+ entrano nella cellula a causa del loro gradiente elettrochimico, causando depolarizzazione cellulare. Quindi, un maggior numero di canali sodio lungo la membrana rende il potenziale più veloce, e la cellula più eccitabile. Questi canali riescono anche ad assumere uno stato di inattivazione che causa un periodo refrattario, ed è critico per la propagazione del potenziale d'azione lungo l'assone.
I canali Na+ si aprono e chiudono più velocemente di quelli del K+ producendo un afflusso di cariche positive (Na+) verso l'inizio del potenziale d'azione e un efflusso (K+) verso la fine.

## Modulazione farmacologica

### Bloccanti
Insetticidi piretroidi

### Attivatori
Le seguente sostanze, prodotte naturalmente, aprono in maniera persistente (attivandoli) i canali del sodio:
- Tossine a base di alcaloidi
  - aconitina
  - batracotossina
  - brevetossina
  - ciguatossina
  - delfinina
  - graianotossina
  - veratridina

### Modificatori del gating del sodio ("gating modifiers")
Le seguenti tossine modificano il gating dei canali del sodio:
- Tossine a base di peptidi
  - μ-conotossina
  - δ-atracotoxin[9]
  - Tossine del veleno dello scorpione.[10]